# Umberto Marzotto

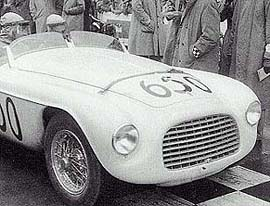
Umberto Marzotto am Steuer eines Ferrari 166 MM, beim Start zur Mille Miglia 1950

Conte Umberto Marzotto (* 12. April 1926; † 28. Dezember 2018 in Lugano) war ein italienischer Autorennfahrer und Unternehmer.

## Karriere
Von allen vier im Motorsport aktiven Marzotto-Brüdern war Umberto der am wenigsten erfolgreiche. Wie Gianni, Paolo und Vittorio entstammte Umberto der Marzotto-Textilindustrie, die in Oberitalien ein Modeimperium betrieb. Heute gehört das Unternehmen zur Valentino Fashion Group. Seine Enkeltochter Beatrice Borromeo ist mit Pierre Casiraghi, dem Sohn von Caroline von Monaco und deren zweiten Ehemann Stefano Casiraghi, verheiratet.
Sein Debüt im Motorsport gab Umberto gemeinsam mit seinem Bruder Paolo bei der Mille Miglia 1948 auf einer Lancia Aprilia. Seine beste Platzierung beim klassischen italienischen Straßenrennen war der 21. Gesamtrang 1953. Im selben Jahre wurde er auf einer Lancia Aurelia Sechster bei der Coppa d’Oro della Dolomoiti, sein bestes Ergebnis bei einem internationalen Sportwagenrennen.
Er starb im Dezember 2018.

## Statistik

### Einzelergebnisse in der Sportwagen-Weltmeisterschaft
| Saison | Team   | Rennwagen          | 1   | 2   | 3   | 4   | 5   | 6   | 7   |
| ------ | ------ | ------------------ | --- | --- | --- | --- | --- | --- | --- |
| 1953   | Lancia | Lancia Aurelia B20 | SEB | MIM | LEM | SPA | NÜR | RTT | CAP |
| 1953   | Lancia | Lancia Aurelia B20 | 21  |     |     |     |     |     |     |